# American Geographical Society
Die American Geographical Society (AGS) ist eine 1851 in New York City gegründete geographische Gesellschaft und damit die älteste geographische Gesellschaft der USA. Ursprünglich gegründet, um die Suche nach dem vermissten Polarforscher John Franklin zu unterstützen, finanzierte und unterstützte sie viele weitere Expeditionen, wie die von Robert Peary, der 1903 bis 1907 auch Präsident der AGS war.

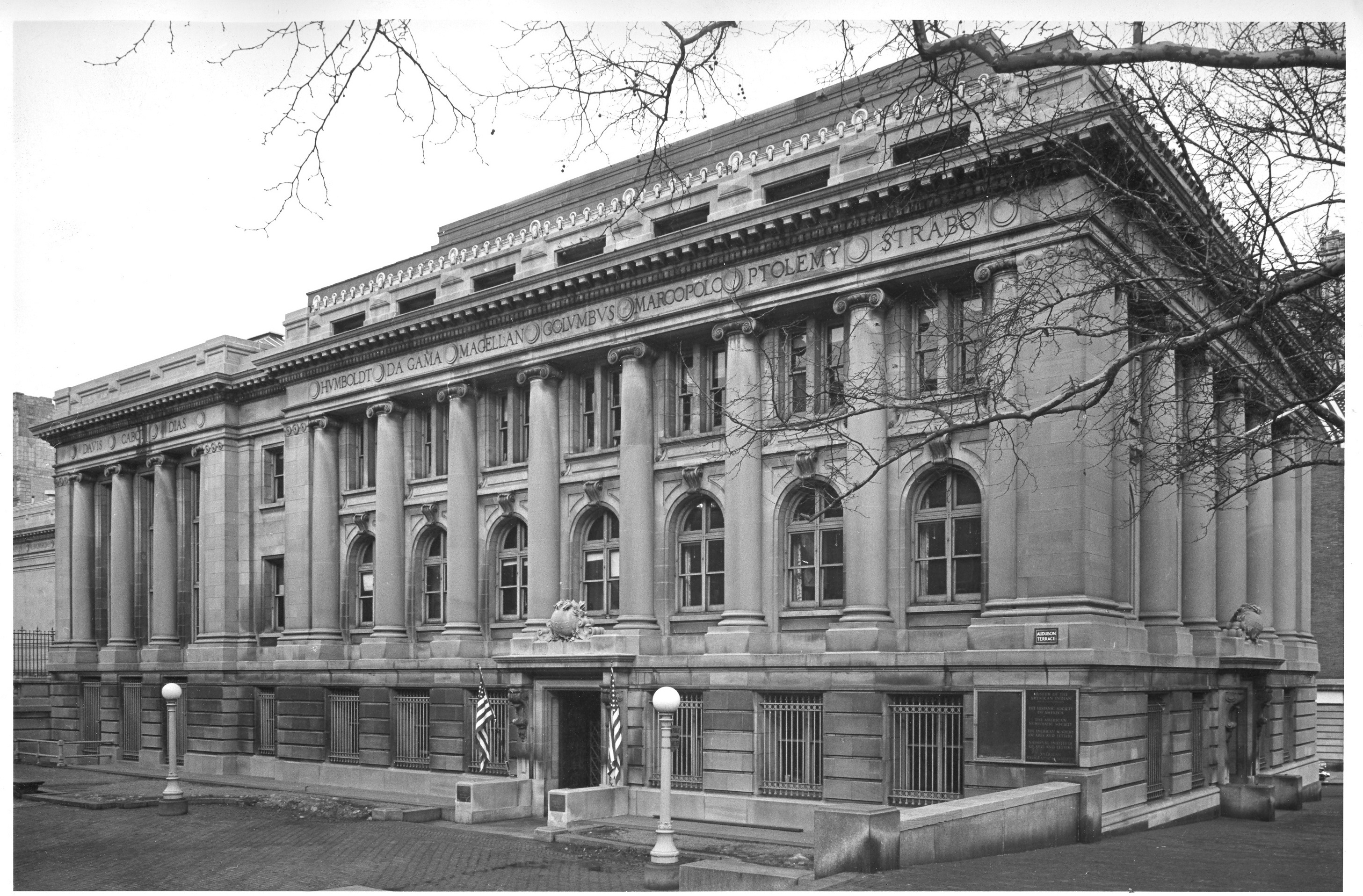
Hauptgebäude Ecke 156th Street/Broadway

Die Gesellschaft verschrieb sich der Ausweitung und Verbreitung geographischen Wissens und stand auch Laien offen.
Ursprünglich hieß sie  American Geographical and Statistical Society, was 1871 zum heutigen Namen verkürzt wurde. In der Anfangsphase war auch die Kartierung des amerikanischen Westens insbesondere als Grundlage neutraler Kartierungsinformation für die transamerikanischen Eisenbahnen von Bedeutung, und ab den 1870er Jahren das Panama-Kanalprojekt. Das spiegelte auch die Herkunft der Gründer wider, von denen viele wohlhabende Investoren und Industrielle waren und viele aus Regierungsstellen kamen. Prägend waren in den Anfangsjahren vor allem drei Präsidenten: Charles P. Daly (Präsident 1864 bis 1899, außerdem Chief Justice), der die Forschungsbibliothek stark ausbaute, der Philanthrop Archer Milton Huntington, der den Hauptsitz in New York stiftete (Präsident 1907), Ecke 156th Street und Broadway (ab 1911 bezogen), und Isaiah Bowman (Präsident 1915 bis 1935), der den Ausbau als wissenschaftliche Institution betrieb und Woodrow Wilson bei den Verhandlungen zum Versailler Vertrag 1919 mit einem Stab von Geographen beriet. In den Zwischenkriegsjahren förderte die Gesellschaft die Kartierung im spanischsprachigen Teil Amerikas und war im Projekt engagiert, die ganze Welt im Maßstab 1: 1 Million zu kartieren. Sie finanzierte auch weiter Polarexpeditionen, so 1947/48 in die Antarktis (Finn-Ronne-Expedition).
Die Gesellschaft publiziert Bücher, Karten und als ihre wichtigste Zeitschrift den Geographical Review (ab 1916, davor ab 1852 Bulletin of the American Geographical Society), dessen 100. Band im Jahr 2010 erschien. Die AGS besitzt eine der größten privaten Kartensammlungen und Buchsammlungen zur Geographie. Sie ist seit 1978 an der University of Wisconsin-Milwaukee. Sie vergibt verschiedene Preise wie die Charles P. Daly Medal, die David Livingstone Centenary Medal und die Ehrenmitgliedschaft.
Zu den von ihr finanzierten berühmten Expeditionen gehört auch die von John Wesley Powell in den Grand Canyon (1869). In den USA gibt es noch zwei weitere große geographische Gesellschaften, die National Geographic Society in Washington D. C. und die Association of American Geographers als Berufsvereinigung der Geographen in den USA.